# Spielbergkogel
Spielbergkogel är en bergstopp i Österrike.   Den ligger i distriktet Zell am See och förbundslandet Salzburg, i den centrala delen av landet, 300 km väster om huvudstaden Wien. Toppen på Spielbergkogel är 2 241 meter över havet.
Terrängen runt Spielbergkogel är huvudsakligen mycket bergig. Runt Spielbergkogel är det ganska glesbefolkat, med 32 invånare per kvadratkilometer.. Närmaste större samhälle är Mittersill, 5,7 km norr om Spielbergkogel. 
Trakten runt Spielbergkogel består i huvudsak av gräsmarker.